# 崔邠
崔 邠（さい ひん、754年 - 815年）は、唐代の官僚。字は処仁。本貫は貝州武城県。

## 経歴
若くして進士に及第し、さらに賢良方正科に登第した。貞元年間、渭南県尉に任じられた。拾遺・補闕を歴任した。上疏して裴延齢を非難し、このため当時に知られた。兵部員外郎・知制誥から中書舎人となった。さらに知吏部選補をつとめた。翌年、礼部侍郎となり、吏部侍郎に転じた。
崔邠の性格は温厚で余裕があり、沈着謹厳で、ふるまいは簡素であったことから、憲宗に器量を重んじられた。裴垍が崔邠を宰相として推薦したが、崔邠は病のため受け答えに問題があり、宰相の事は沙汰止みとなった。兄弟4人が同時に奉朝請となったのは、異例のことであった。元和5年（810年）、太常寺卿に転じ、知吏部尚書事をつとめた。母が死去したため、崔邠は辞職して喪に服した。元和10年（815年）3月、喪中に死去した。享年は62。吏部尚書の位を追贈された。諡は文簡といった。

## 家族
- 曾祖父：崔綜
- 祖父：崔佶
- 父：崔陲
- 弟：崔酆・崔郾・崔郇・崔邯・崔鄯・崔鄲・崔鄜
- 子：崔璀・崔瓘

## 伝記資料
- 『旧唐書』巻155 列伝第105
- 『新唐書』巻163 列伝第88